# アマスラ炭鉱爆発事故
アマスラ炭鉱爆発事故（アマスラたんこうばくはつじこ）は、2022年10月14日にトルコのバルトゥン県アマスラにあるアマスラ炭鉱で発生した爆発事故を指す。41人が死亡、11人が負傷し、トルコで最も死者数が多い労働災害の一つとなった。

## 爆発
炭鉱の爆発は午後6時30分（トルコ時間）に、地下およそ300メートルのところで発生した。事故発生時、110人ほどが炭鉱内部で勤務しており、大半が地下300メートルより深いところにいたという。一部の報道では、5人が地下約350メートル、44人が地下約300メートルのところで勤務していたとされている。
トルコの内務大臣スレイマン・ソイルは、22人以上が死亡し、28人が自力で脱出したとし、保健大臣Fahrettin Kocaは、11人が救助され病院で治療を受けているとした。炭鉱職員58人が救助されている。

## 調査
事故の原因は不明であり、調査中であるが、原因の一つとしてfiredamp（おそらくコールベッドメタン）である可能性がある。

## 反応
トルコの大統領レジェップ・タイイップ・エルドアンは、Twitterで状況を注意深く監視していると投稿し、炭鉱での調査と救助活動が急速に進行していると発言した。また、エルドアンは、10月15日にディヤルバクルへの出張を取り止め、アマスラに向かった。